# منطقه ابودواک
منطقه ابودواک در سومالی است که در galguduud واقع شده‌است.